# Tillandsia rauschii
Tillandsia rauschii es una especie de planta epífita dentro del género  Tillandsia. Es originaria de Bolivia en Chuquisaca.

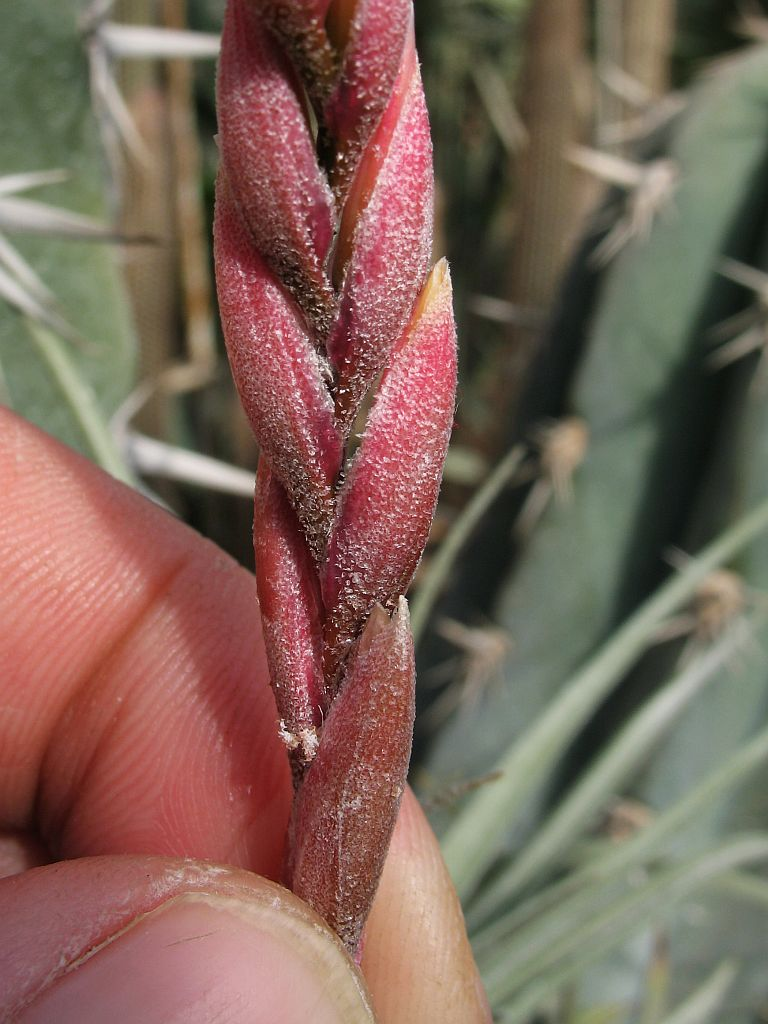
Vista de la planta

## Taxonomía
Tillandsia rauhii fue descrita por Rauh & C.O.Lehm. y publicado en Tropische und subtropische Pflanzenwelt 21(7): 41. 1977.
Etimología
Tillandsia: nombre genérico que fue nombrado por Carlos Linneo en 1738 en honor al médico y botánico finlandés Dr. Elias Tillandz (originalmente Tillander) (1640-1693).
rauschii: epíteto  otorgado en honor del botánico Walter Rausch. 